# Naturschutzgebiet 'Großer Teich und Tambachaue'
Naturschutzgebiet 'Großer Teich und Tambachaue' este o arie protejată (arie specială de conservare — SAC, sit de importanță comunitară — SCI) din Germania întinsă pe o suprafață de 17,23 ha, integral pe uscat.

## Localizare
Centrul sitului Naturschutzgebiet 'Großer Teich und Tambachaue' este situat la coordonatele 50°14′14″N 10°52′26″E / 50.2372°N 10.8739°E.

## Înființare
Situl Naturschutzgebiet 'Großer Teich und Tambachaue' a fost declarat sit de importanță comunitară în martie 2001 pentru a proteja un număr necunoscut de specii din flora spontană și fauna sălbatică aflate în arealul zonei. Situl a fost protejat și ca arie specială de conservare în aprilie 2016.

## Biodiversitate
Situată în ecoregiunea continentală, aria protejată conține 3 habitate naturale: Lacuri eutrofice naturale cu vegetație de tip Magnopotamion sau Hydrocharition, Liziere de ierburi înalte hidrofile de câmpie și de nivel montan până la alpin, Păduri aluvionare cu Alnus glutinosa și Fraxinus excelsior (Alno-Padion, Alnion incanae, Salicion albae).
La baza desemnării sitului se află un număr nedeclarat de specii protejate.